# Camponotus natalensis
Camponotus natalensis är en myrart som först beskrevs av Smith 1858.  Camponotus natalensis ingår i släktet hästmyror, och familjen myror.

## Underarter
Arten delas in i följande underarter:
- C. n. corvus
- C. n. diabolus
- C. n. fulvipes
- C. n. natalensis
- C. n. politiceps